# Matan Naor
Pour les articles homonymes, voir Naor.
Matan Naor, en hébreu : מתן נאור,  né le 3 novembre 1980, à Rehovot, en Israël, est un joueur israélien de basket-ball. Il évolue au poste d'ailier.

## Palmarès
- Coupe d'Israël 2007